# Fly with Me (canción de Artsvik)
«Fly with Me» —[flaɪ wɪð miː]; en español: «Vuela conmigo»— es una canción compuesta por Lilith & Levon Navasardyan e interpretada en inglés por Artsvik. Fue elegida para representar a Armenia en el Festival de la Canción de Eurovisión de 2017 tras ganar la final nacional armenia, Depi Evrasetil, el 18 de marzo de 2017.

## Festival de Eurovisión

### Festival de la Canción de Eurovisión 2017
Esta fue la representación armenia en el Festival de Eurovisión 2017, interpretada por Artsvik.
El 31 de enero de 2017 se organizó un sorteo de asignación en el que se colocaba a cada país en una de las dos semifinales, además de decidir en qué mitad del certamen actuarían. Como resultado, la canción fue interpretada en 16º lugar durante la primera semifinal, celebrada el 9 de mayo de 2017. Fue precedida por Chipre con Hovig interpretando «Gravity» y seguida por Eslovenia con Omar Naber interpretando «On My Way». La canción fue anunciada entre los diez temas elegidos para pasar a la final, y por lo tanto se clasificó para competir en esta. Más tarde se reveló que el país había quedado en séptimo puesto con 152 puntos.
El tema fue interpretado más tarde durante la final el 13 de mayo, precedido por Austria con Nathan Trent interpretando «Running on Air» y seguido por los Países Bajos con O'G3NE interpretando «Lights and Shadows». Al final de las votaciones, la canción había recibido 79 puntos (58 del jurado y 21 del televoto), y quedó en 18º lugar de 26.